# Giovanni Calò
Giovanni Calò (Francavilla Fontana, 24 dicembre 1882 – Francavilla Fontana, 25 maggio 1970) è stato un pedagogista e politico italiano.

## Biografia
Nominato a 24 anni di età docente presso la facoltà di lettere e filosofia dell'Università di Firenze, ne divenne in seguito preside.
Fu eletto deputato al Parlamento del Regno d'Italia per la XXV legislatura (1919) e per la XXVI (1921) nel collegio Lecce-Brindisi-Taranto.
Fu vicepresidente della Camera dei deputati durante la presidenza di Enrico De Nicola e sottosegretario alla Pubblica istruzione nel primo governo Facta.
Dopo la seconda guerra mondiale fu segretario per la Toscana del Movimento Federalista Europeo, nel quale fu anche membro del consiglio centrale e del comitato consultivo.
Fu accademico dei Lincei e presidente del Centro didattico nazionale di Firenze, dell'Istituto italiano di studi filosofici di Roma e dell'Associazione Pedagogica Italiana.

## Opere
- Corso di pedagogia, Milano-Messina, 1946-1949
- Pedagogia del Risorgimento, Firenze, Sansoni, 1965